# Грийнвил Колинс
Грийнвил Колинс (на английски: Greenville Collins) е английски флотски офицер, хидрограф, картограф.

## Изследователска и научна дейност (1681 – 1693)
През 1679 г. със специален указ на крал Чарлз II е назначен за капитан на фрегатата „Lark“ („Чучулига“), с която от 1681 до 1688 г. извършва първото картиране на бреговете на Англия, Уелс и остров Ман и източното крайбрежие на Шотландия.
През 1693 г. издава морски атлас на британското крайбрежие и диаграми на преобладаващите ветрове под заглавието: „Great Britain's Coasting Pilot“ (в превод „Лоцман на британското каботажно плаване“).
Изработените карти не са съвършено точни, но за онова време са от особено значение за мореплаването около бреговете на Британските о-ви. Атласът на Колинс многократно се преиздава с незначителни изменения до 1792 г., когато неговите измервания са коригирани от холандски картографи и английски хидрографи.